# Finale UEFA Champions League 1993
De UEFA Champions Leaguefinale van het seizoen 1992/93 is de eerste finale in de geschiedenis van de Champions League. De wedstrijd vond op 26 mei 1993 plaats in het Olympiastadion in München. Olympique Marseille won met 1–0 van het Italiaanse AC Milan. Het was de eerste en tot 31 mei 2025 de enige Franse club die de beker met de grote oren veroverde.
Bij Milan speelden twee Nederlanders mee. Frank Rijkaard speelde de hele wedstrijd, Marco van Basten werd na 85 minuten gewisseld. Ruud Gullit haalde de wedstrijdkern niet bij Milan, aangezien men destijds slechts drie buitenlandse spelers mocht selecteren van de UEFA. Bij Marseille zat de Belgische trainer Raymond Goethals op de bank. Hij is tot op heden de enige Belgische coach die ooit de Champions League wist te winnen.

## Voorgeschiedenis
Olympique Marseille en AC Milan hadden elkaar voor de Champions Leaguefinale al een keer ontmoet. In 1990/91 hadden ze het in de kwartfinale van de Europacup I, de voorloper van de Champions League, twee keer tegen elkaar opgenomen. Marseille speelde toen in San Siro 1–1 gelijk. Tijdens de terugwedstrijd in het Stade Vélodrome in Marseille viel in het slot van de wedstrijd, en bij een tussenstand van 1–0 in het voordeel van de Fransen, de stadionverlichting uit. De spelers van Milan verlieten op aangeven van algemeen directeur Adriano Galliani het veld en weigerden nadien verder te spelen. Milan werd door de UEFA gestraft voor die actie. Marseille kreeg een forfaitscore van 3–0 toegewezen en Milan werd een jaar lang niet toegelaten in een Europese competitie.
Milan kon de beker met de grote oren voor de vijfde keer veroveren. De Italiaanse club was midden jaren 1980 in handen gekomen van mediamagnaat en politicus Silvio Berlusconi. Onder leiding van de Italiaanse coach Arrigo Sacchi en dankzij de transfers van de Nederlandse topspelers Marco van Basten, Ruud Gullit en Frank Rijkaard was de Milanese club uitgegroeid tot een van de sterkste teams in Europa. In zowel 1989 als 1990 werd de Europacup I veroverd. In 1991 werd Sacchi bondscoach van Italië en werd Fabio Capello hoofdcoach van Milan. Hij zette de sportieve successen van zijn voorganger verder en loodste Milan in 1993 opnieuw naar de finale van het kampioenenbal. Capello kon als trainer in 1993 zijn eerste Europese trofee winnen.
Net als Milan was Marseille in 1986 in handen gekomen van een rijke zakenman: Bernard Tapie. Onder zijn impuls werd de Zuid-Franse club van 1989 tot 1992 vier keer op rij landskampioen. In de loop van het seizoen 1990/91 kreeg Raymond Goethals de sportieve leiding bij Marseille. Hij loodste de Zuid-Fransen meteen naar hun eerste finale in de Europacup I. Marseille zou daarin na strafschoppen verliezen van Rode Ster Belgrado. Twee jaar later, na tijdelijk een stap opzij te hebben gezet voor Tomislav Ivić, slaagde Goethals er ook in om de finale van de Champions League te bereiken. De Brusselaar kon in 1993 zijn vierde Europese trofee winnen. Eerder had hij met Anderlecht al een Europacup II en twee Europese supercups veroverd.

## Wedstrijdverloop
Bij Milan begon Jean-Pierre Papin op de bank. De Franse spits, die in 1992 Marseille ingeruild voor Milan, keerde terug uit een blessure. Doordat er slechts drie buitenlandse spelers in de wedstrijdkern mochten zitten, belandde gewezen Ballon d'Or-winnaar Ruud Gullit in de tribune. Capello koos in de finale voor de vertrouwde 4-4-2-formatie met in de aanval het duo Van Basten-Massaro. Centraal op het middenveld hadden Frank Rijkaard en Demetrio Albertini de regie van het elftal in handen, ondersteund door flankspelers Roberto Donadoni en Gianluigi Lentini. De defensie werd zoals gebruikelijk geleid door de ervaren aanvoerder Franco Baresi, die voor de derde keer de beker met de grote oren kon winnen.
Goethals koos voor een versterkte defensie met drie centrale verdedigers: libero Basile Boli en voorstoppers Jocelyn Angloma en Marcel Desailly. Op de flanken ondersteunden de hoog opgeschoven vleugelverdedigers Jean-Jacques Eydelie en Éric Di Meco de centrale middenvelders Franck Sauzée en Didier Deschamps. In de spits speelde de Kroaat Alen Bokšić, die op de flanken ondersteund werd door Rudi Völler en Abédi Pelé. Die laatste zakte het vaakst terug om het middenveld te versterken op de rechterflank.

### Eerste helft
De eerste grote kans van de wedstrijd was voor Daniele Massaro. De Italiaanse aanvaller kopte een voorzet van Van Basten net naast de verste paal. Meteen daarna kreeg Marseille een grote kans. Völler stormde op Sebastiano Rossi af, maar schoot recht op de doelman. In de rebound kon ook Bokšić niet scoren. Enkele minuten later ontsnapte Bokšić aan buitenspel en kwam hij alleen voor de ver uitgekomen doelman Rossi te staan. De Kroaat plaatste de botsende bal met een boogje net over het doel.
Na iets meer dan een kwartier hield de Franse doelman Fabien Barthez zijn team twee keer overeind. Rechtsachter Mauro Tassotti bereikte met een diepe bal de vrijstaande Massaro. De Italiaan dribbelde zich vast, maar kon de bal in het strafschopgebied nog afleggen naar Van Basten, die ter hoogte van het penaltypunt in de draai op doel schoot. Met een snelle reflex kon Barthez een doelpunt voorkomen. Enkele seconden later nam Massaro in het strafschopgebied een voorzet van Donadoni mee met de borst. Vervolgens knalde hij vanuit een scherpe hoek op Barthez.
Vervolgens herstelde Marseille weer het evenwicht. Er volgden niet meteen nieuwe kansen en zowel Di Meco als Lentini kreeg na iets meer dan een half uur een gele kaart. Net voor de rust wist Marseille voor het eerst een hoekschop te versieren. Pelé zette zich door op de rechterflank, bereikte de achterlijn en zag zijn voorzet tegengehouden worden door Paolo Maldini. In het duel met Maldini raakte Pelé de bal als laatste, maar desondanks kreeg Marseille een hoekschop van scheidsrechter Kurt Röthlisberger. De hoekschop leidde ook tot een doelpunt; verdediger Basile Boli kopte het leer in de verste hoek binnen.

### Tweede helft
In de tweede helft probeerde Marseille de voorsprong te behouden. Boli kreeg na iets meer dan 50 minuten een gele kaart voor een tackle op Van Basten. Enkele minuten later greep Capello een eerste keer in. Middenvelder Donadoni werd naar de kant gehaald en met Papin werd er een extra aanvallende kracht ingebracht. Papin liet zich meteen opvallen; terwijl Barthez bij een hoekschop een hoge bal uit de lucht greep, trapte Papin de arm van zijn landgenoot aan. Na de gevaarlijke actie van Papin volgde er een klein opstootje, maar Röthlisberger deelde geen kaart uit.
Even voordien had verdediger Jocelyn Angloma zich geblesseerd. Hij werd aan de kant verzorgd en enkele minuten later vervangen door Jean-Philippe Durand. Durand ging op de linkerflankpositie van Di Meco spelen, terwijl die laatste naar het centrum van de defensie verhuisde om Papin op te vangen. Desailly op zijn beurt nam de positie van rechtervoorstopper over van de geblesseerde Angloma. Ondanks de (positie)wissels bleef het wedstrijdbeeld hetzelfde; Milan eiste de bal op, maar kon de organisatie van Marseille niet ontregelen. Na 70 minuten kreeg Barthez een gele kaart voor tijdrekken.
Marseille bleef wel gevaarlijk op de tegenaanval, maar tot grote kansen kwam het niet meer. Het was vooral Milan dat op zoek ging naar een gelijkmaker. In de 78e minuut kopte Van Basten een bal door naar Papin, die het leer met een vluchtschot naast de verste paal plaatste. Niet veel later greep Goethals een tweede keer in. Hij haalde de moegestreden Völler naar de kant en bouwde wat meer zekerheid in door linkermiddenvelder Jean-Christophe Thomas te laten invallen.
In het slot van de wedstrijd was Milan nog enkele keren gevaarlijk. Eydelie verloor op de flank Lentini uit het hoog, maar de Italiaan kon met zijn voorzet geen ploeggenoot bereiken. Een minuut later kreeg Massaro een kopkans. Van Basten bracht de bal van aan de punt van het strafschopgebied voor doel, maar zijn vrijstaande Italiaanse ploeggenoot kon zijn hoofd er net niet tegenzetten. Even later werd Van Basten vervangen door vleugelverdediger Stefano Eranio.

## Nasleep

### Omkoopschandaal
Na de Champions Leaguefinale van 1993 kwam er in Frankrijk een omkoopschandaal aan het licht. Marseille had via verdediger Jean-Jacques Eydelie drie spelers van Valenciennes omgekocht voor de titelwedstrijd van het seizoen 1992/93. Marseille kon zo tegen Valenciennes makkelijk zijn vijfde kampioenschap op rij veiligstellen. Het hoefde niet voluit te gaan en kon zo krachten sparen en blessures vermijden voor de Champions Leaguefinale, die vier dagen later in München gespeeld werd. De Zuid-Franse club moest de landstitel van 1993 inleveren en Eydelie werd voor achttien maanden geschorst. Jaren later zou Eydelie verklaren dat ook ploeggenoten Didier Deschamps en Marcel Desailly vanaf het begin bij het omkoopschandaal betrokken waren. De drie zouden door Tapie gevraagd zijn om hun ex-ploeggenoten van Nantes die bij Valenciennes speelden (Jorge Burruchaga en Christophe Robert) om te kopen. Marseille mocht van de UEFA in het seizoen 1993/94 niet deelnemen aan Europese competities. Van de FIFA mocht Marseille in december 1993 ook niet deelnemen aan de wereldbeker voor clubs. Doordat het niet kon deelnemen aan verschillende competities daalden de inkomsten van de Zuid-Franse club aanzienlijk. Verscheidene spelers werden verkocht om de financiële problemen op te vangen. Zo trok Alen Bokšić naar Lazio en werd Marcel Desailly verkocht aan Milan. Door het omkoopschandaal in de nationale competitie kwam achteraf ook de eindwinst in de Champions League ter te discussie te staan. Desondanks mocht Marseille de beker met de grote oren behouden.
Hoewel Marseille in 1993/94 vicekampioen werd, besloot de Franse voetbalbond om Marseille terug te zetten naar Division 2. De verplichte degradatie ten gevolge van het omkoopschandaal resulteerde in een leegloop bij de Franse club. Marseille zag in 1994 onder meer Rudi Völler, Didier Deschamps, Basile Boli en Éric Di Meco andere oorden opzoeken. Doordat de club nu ook veel minder tv-inkomsten kreeg, bleef Marseille achter met een enorme schuldenberg. In december 1994 trad voorzitter Bernard Tapie, die inmiddels ook al buiten het voetbal in opspraak was gekomen door enkele corruptiezaken, af.

### Dopingschandaal
In 2006 bracht Jean-Jacques Eydelie de biografie Je ne joue plus! uit. In het kader van zijn boekpublicatie gaf de gewezen voetballer een interview met L'Equipe Magazine, waarin hij terugblikte op zijn periode bij Marseille en verklaarde dat hij net als zijn ploeggenoten doping had genomen voor de Champions Leaguefinale van 1993. De Franse verdediger legde uit hoe hij en zijn teamgenoten voor de wedstrijd tegen Milan injecties hadden gekregen in het zitvlak. Vier jaar eerder had Marcel Desailly in zijn biografie Capitaine (2002) al toegegeven verboden middelen te hebben gebruikt op vraag van voorzitter Tapie. In 2003 verklaarden ook gewezen Marseille-spelers Chris Waddle en Tony Cascarino dat begin jaren 1990 bij de Zuid-Franse club regelmatig stimulerende injecties werden toegediend door de clubdokter.

### Wedstrijddetails
|                         |                     |       |          |                                                                                               |
| 26 mei 1993 20:15 UTC+2 | Olympique Marseille | 1 – 0 | AC Milan | Olympiastadion, München Toeschouwers: 64.400 Scheidsrechter: Kurt Röthlisberger (Zwitserland) |
| 26 mei 1993 20:15 UTC+2 | Boli 43'            |       |          | Olympiastadion, München Toeschouwers: 64.400 Scheidsrechter: Kurt Röthlisberger (Zwitserland) |

| Marseille | AC Milan |

| Olympique Marseille: |    |                        |     |
|                      |    |                        |     |
| GK                   | 1  | Fabien Barthez         | 70' |
| RWB                  | 7  | Jean-Jacques Eydelie   |     |
| CB                   | 2  | Jocelyn Angloma        | 64' |
| CB                   | 4  | Basile Boli            | 53' |
| CB                   | 6  | Marcel Desailly        |     |
| LWB                  | 3  | Éric Di Meco           | 32' |
| CM                   | 5  | Franck Sauzée          |     |
| CM                   | 11 | Didier Deschamps       |     |
| RW                   | 10 | Abédi Pelé             |     |
| CF                   | 8  | Alen Bokšić            |     |
| LW                   | 9  | Rudi Völler            | 80' |
| Wisselspelers:       |    |                        |     |
| MF                   | 12 | Jean-Christophe Thomas | 80' |
| DF                   | 13 | Bernard Casoni         |     |
| MF                   | 14 | Jean-Philippe Durand   | 64' |
| FW                   | 15 | Jean-Marc Ferreri      |     |
| GK                   | 16 | Pascal Olmeta          |     |
| Coach:               |    |                        |     |
| Raymond Goethals     |    |                        |     |

| AC Milan:      |    |                       |     |
|                |    |                       |     |
| GK             | 1  | Sebastiano Rossi      |     |
| RB             | 2  | Mauro Tassotti        |     |
| CB             | 5  | Alessandro Costacurta |     |
| CB             | 6  | Franco Baresi         |     |
| LB             | 3  | Paolo Maldini         |     |
| RM             | 10 | Roberto Donadoni      | 56' |
| CM             | 4  | Demetrio Albertini    |     |
| CM             | 8  | Frank Rijkaard        |     |
| LM             | 7  | Gianluigi Lentini     | 39' |
| CF             | 9  | Marco van Basten      | 85' |
| CF             | 11 | Daniele Massaro       |     |
| Wisselspelers: |    |                       |     |
| GK             | 12 | Carlo Cudicini        |     |
| DF             | 13 | Stefano Nava          |     |
| DF             | 14 | Stefano Eranio        | 85' |
| MF             | 15 | Alberigo Evani        |     |
| FW             | 16 | Jean-Pierre Papin     | 56' |
| Coach:         |    |                       |     |
| Fabio Capello  |    |                       |     |